# Polyrhachis pruinosa
Polyrhachis pruinosa é uma espécie de formiga do gênero Polyrhachis, pertencente à subfamília Formicinae.